# Brachystelma oianthum
Brachystelma oianthum är en oleanderväxtart som beskrevs av Rudolf Schlechter. Brachystelma oianthum ingår i släktet Brachystelma och familjen oleanderväxter. Inga underarter finns listade i Catalogue of Life.